# Charlotte (anime)
Charlotte (シャーロット, Shārotto) é uma série de anime produzida pelos estúdios P. A. Works e Aniplex e realizada por Yoshiyuki Asai. A história foi escrita e concebida por Jun Maeda e o desenho dos personagens foram feitos por Na-Ga, a série é o segundo projeto original do estúdio Key, seguido pela série Angel Beats!. O mangá foi ilustrado por Haruka Komowata e é publicado na revista Dengeki G's Comic pela editora japonesa ASCII Media Works, desde março de 2015.
O anime começou a ser transmitido no Japão a 4 de julho de 2015. No Brasil a série é transmitida simultaneamente na Crunchyroll.

## Trama
Num mundo alternativo, uma pequena porcentagem das crianças conseguem manifestar seus superpoderes ao atingir a puberdade. A história é ambientada na Academia Hoshinoumi e acompanha os membros do conselho estudantil, que ajudam os outros alunos com problemas decorrentes das suas habilidades. Yuu Otosaka, um jovem que descobre ser capaz de "possuir" a mente das pessoas, mas por apenas 5 segundos. utiliza seu poder sem ter conhecimento deles, vivendo seu cotidiano normalmente. No entanto, depois que ele conhece uma garota misteriosa chamada Nao Tomori, o destino do usuários especiais com poderes poderá ser exposto.

## Personagens

### Protagonistas
Yu Otosaka (乙坂 有宇, Otosaka Yuu)
Voz de: Kōki Uchiyama
Protagonista da série. Ele tem o poder de roubar os superpoderes de outras pessoas, apesar de inicialmente ele pensar que tem a habilidade de controlar o corpo de outra pessoa por cinco segundos.
Nao Tomori (友利 奈緒, Tomori Nao)
Voz de: Ayane Sakura
É uma estudante do primeiro ano na Academia Hoshinoumi, que é a presidente do conselho estudantil. Ela tem a habilidade de ficar invisível, mas que está limitado de sou poder ficar invisível com uma pessoa de cada vez.
Jōjirō Takajō (高城 丈士朗, Takajō Jōjirō)
Voz de: Takahiro Mizushima
Yusa Nishimori (西森 柚咲, Nishimori Yusa) Yusa Kurobane (黒羽 柚咲, Kurobane Yusa)
Voz de: Maaya Uchida
Misa Kurobane (黒羽 美砂, Kurobane Misa)
Voz de: Maaya Uchida
Ayumi Otosaka (乙坂 歩未, Otosaka Ayumi)
Voz de: Momo Asakura

### Outros personagens

#### Usuários com habilidades
Shunsuke Otosaka (乙坂 隼翼, Otosaka Shunsuke)
Voz de: Daisuke Onoyo
Kazuki Tomori (友利 一希, Tomori Kazuki)
Voz de: Kazuyuki Okitsu
Kumagami (熊耳)
Voz de: Eiji Takemoto
Udō (有働)
Voz de: Yūsei Oda
Arifumi Fukuyama (福山 有史, Fukuyama Arifumi)
Voz de: Ryōhei Kimura
Saitō (斉藤)
Voz de: Hikaru Midorikawa
Medoki (目時)
Voz de: Asami Seto
Shichino (七野)
Voz de: Kengo Kawanishi
Maedomari (前泊)
Voz de: Natsuki Hanae

#### Outros
Yumi Shirayanagi (白柳 弓, Shirayanagi Yumi)
Voz de: Mai Nakahara
Mishima (三嶋)
Voz de: Tomoe Tamiyasu
Sugimoto (杉本)
Voz de: Hitomi Ōwada
Yoshiyuki Ōmura (大村 佳之, Ōmura Yoshiyuki)
Voz de: Junji Majima
Shō (ショウ)
Voz de: Ryōta Ōsaka
Kōta (コータ)
Voz de: Yoshimasa Hosoya
Takato (隆人)
Voz de: Kenshō Ono
Nomura (野村)
Voz de: Yuiko Tatsumi
Oikawa (及川)
Voz de: Daiki Yamashita
Konishi (小西)
Voz de: Kotori Koiwai
Gondo (ゴンド)
Voz de: Yasuaki Takumi
Hosoyamada (細山田)
Voz de: Kenichirō Matsuda
Sara Shane
Voz de: Miyuki Sawashiro (atuação), Marina (canto)

## Media

### Anime
O anime Charlotte realizado por Yoshiyuki Asai, foi produzido pelos estúdios P. A. Works e Aniplex. O guião foi escrito por Jun Maeda, que originalmente concebeu a série. Os diretores de arte foram Kazuki Higashiji e Kanami Sekiguchi e os desenhos dos personagens foram feitos por Na-Ga. Satoki Iida foi o diretor de som.
O anime estreou no Japão a 4 de julho de 2015, no Brasil Charlotte chegou através da Crunchyroll, no mesmo dia da data de lançamento do anime no Japão.

#### Episódios
| #   | Título                                                                      | Exibição original      |
| --- | --------------------------------------------------------------------------- | ---------------------- |
| 1   | "Eu penso nos outros" "Ware Tanin o Omou (我他人を思う)"                    | 4 de julho de 2015     |
| 2   | "Melodia do desespero" "Zetsubō no Senritsu (絶望の旋律)"                   | 11 de julho de 2015    |
| 3   | "Amor e chama" "Koi to Honō (恋と炎)"                                       | 18 de julho de 2015    |
| 4   | "Momentos de sinceridade" "Setsuna no Honki (刹那の本気)"                   | 25 de julho de 2015    |
| 5   | "O som que você ouvia às vezes" "Itsuka Kiita Oto (いつか聴いた音)"         | 1 de agosto de 2015    |
| 6   | "Fico feliz que não percebeu" "Kizukanakatta Shiawase (気づかなかった幸せ)" | 8 de agosto de 2015    |
| 7   | "O fim do êxodo" "Tōhikō no Hate ni (逃避行の果てに)"                       | 15 de agosto de 2015   |
| 8   | "Confronto" "Kaikō (邂逅)"                                                  | 22 de agosto de 2015   |
| 9   | "O mundo não está aqui" "Koko ni Nai Sekai (ここにない世界)"                | 29 de agosto de 2015   |
| 10  | "Pilhagens" "Ryakudatsu (略奪)"                                             | 5 de setembro de 2015  |
| 11  | "Charlotte" "Shārotto (シャーロット)"                                       | 12 de setembro de 2015 |
| 12  | "Promessa" "Yakusoku (約束)"                                                | 19 de setembro de 2015 |
| 13  | "Memórias a Construir" "Korekara no Kiroku (これからの記録)"                | 26 de setembro de 2015 |
| OVA | "Pessoas Fortes" "Tsuyoisha-tachi (強い者たち)"                             | 30 de março de 2016    |

### Mangá
A tira cómica do mangá de quatro células intitulado Charlotte The 4-koma: Seishun o Kakenukero! (Charlotte The ４コマ せーしゅんを駆け抜けろ!) foi ilustrado por Haruka Komowata e começou a ser publicado na edição de maio de 2015 da revista Dengeki G's Comic, que foi vendida em 30 de março de 2015 pela editora japonesa ASCII Media Works. O segundo mangá homónimo, ilustrado por Makoto Ikezawa e Yū Tsurusaki, começou a ser serializado na edição de setembro de 2015 da Dengeki G's Comic, que foi vendida em 30 de julho de 2015. O primeiro volume tankōbon de Charlotte, que contém capítulos publicados antes da serialização, foi lançado em 27 de agosto de 2015.

## Música
Tema de abertura
「Bravely You」
Letrista, compositor - Jun Maeda / Intérprete - Lia
Tema de encerramento
「Yakeochinai Tsubasa」 (灼け落ちない翼)
Letrista, compositor - Jun Maeda / Intérprete - Aoi Tada
「Rakuen Made」 (楽園まで)
Letrista, compositor - Jun Maeda / Arranjos - Tomohiro Takeshita / Intérprete - Maaya Uchida